# 신시내티 협회
신시내티 협회(영어: Society of the Cincinnati)는 미국의 탄생을 가져온 미국 독립 전쟁을 기념하기 위해 1783년에 설립된 우애적, 세습적 협회이다. 회원 자격은 주로 대륙육군에서 복무한 장교의 후손들에게 제한된다.
이 협회는 미국에 13개의 구성 협회와 프랑스에 1개의 협회를 가지고 있다. 이 협회는 "이 거대한 사건"(미국 독립 달성)을 "기억하기 위해", "인간 본연의 드높은 권리와 자유를 침해받지 않도록 보존하기 위해", 그리고 독립 전쟁에서 복무한 대륙육군 장교들 사이의 "진심 어린 애정을 영구히 유지하기 위해" 설립되었다.
창립 3세기를 맞이한 이 협회는 도서관과 박물관 소장품, 출판물 및 기타 활동을 통해 혁명에 대한 대중의 관심을 증진하고 있다. 이 협회는 미국에서 가장 오래된 애국적, 세습적 협회이다.

## 역사

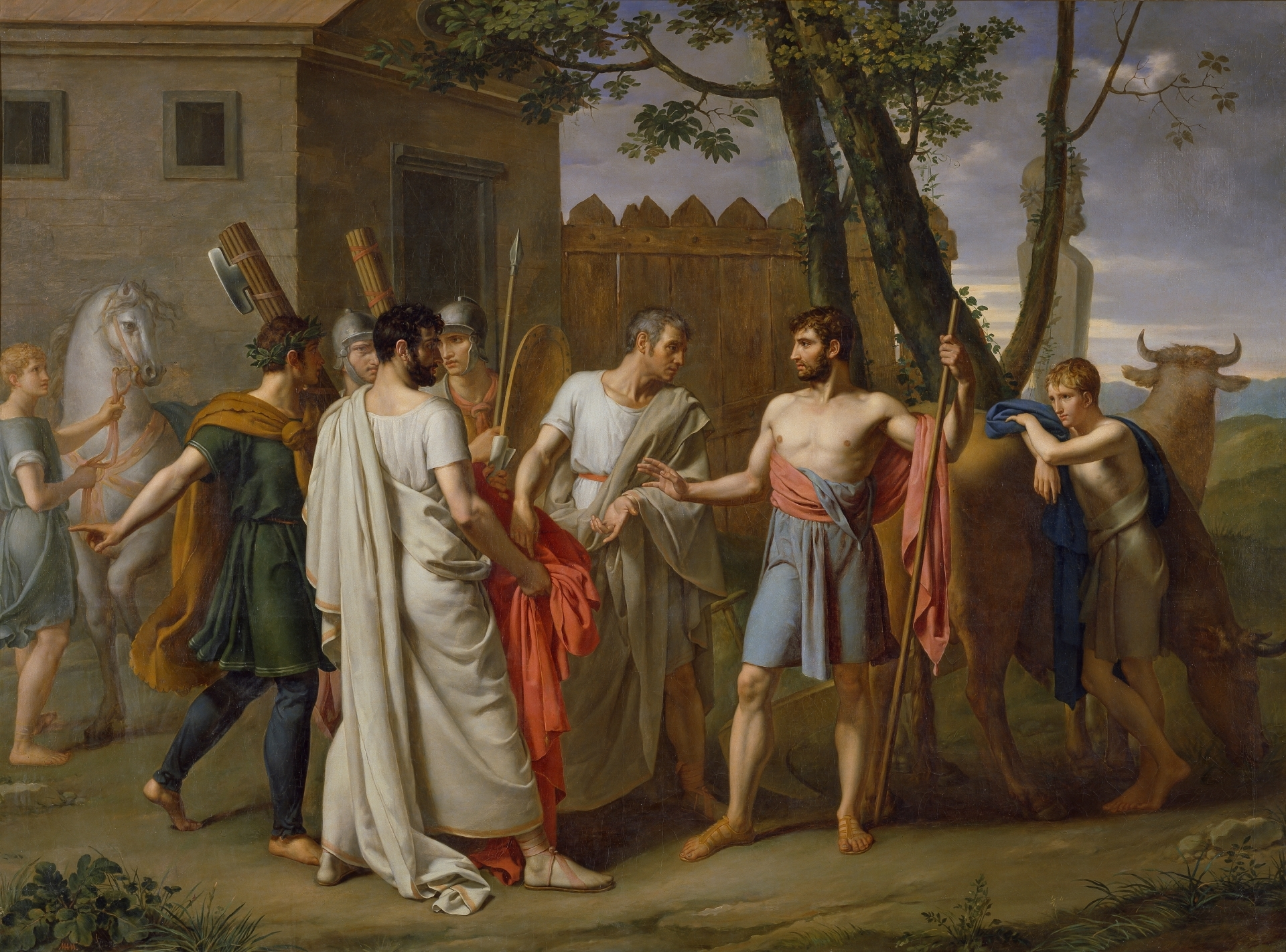
후안 안토니오 리베라 작, <킨키나투스가 쟁기를 버리고 로마에 법을 지시하다>(프라도 미술관).

이 협회는 쟁기질을 하던 농사일을 버리고 로마 집정관으로, 그리고 독재관으로 재임한 루키우스 퀸크티우스 킨키나투스(기원전 519년경 – 기원전 430년경)의 이름을 따서 명명되었다. 그는 전쟁 비상사태를 해결하기 위해 로마의 합법적인 독재적 통제권을 부여받았다. 전쟁에서 승리하자 그는 권력을 포기하고 다시 밭을 갈러 돌아갔다. 협회의 모토는 "Omnia reliquit servare rempublicam"("그는 공화국을 구하기 위해 모든 것을 포기했다")라는 이타적인 봉사 정신을 반영한다. 협회는 세 가지 목표를 가지고 있었다. "힘겹게 얻은 권리를 보존하고, 주들의 지속적인 연합을 촉진하며, 어려움에 처한 회원들과 그들의 미망인, 고아들을 돕는 것"이다.
신시내티 협회의 개념은 헨리 녹스 소장의 구상이었다. 협회의 첫 회의는 1783년 5월 뉴욕시에서 영국군 철수 전 피시킬, 뉴욕의 버플랭크 하우스(현재 마운트 길리언)에서 열린 만찬에서 개최되었다. 회의는 프리드리히 빌헬름 폰 슈토이벤 소장이 주재했으며, 중령 알렉산더 해밀턴이 연설자로 나섰다. 참가자들은 전쟁 후에도 서로 연락을 유지하기로 합의했다. 슈토이벤의 본부였던 마운트 길리언은 1783년 5월 13일에 협회 조직이 공식적으로 채택된 신시내티 협회의 발상지로 여겨진다.
회원 자격은 일반적으로 장교로서 대륙육군 또는 대륙해군에서 최소 3년 이상 복무했거나 전쟁이 끝날 때까지 복무한 자에게 제한되었으며, 특정 계급 이상의 프랑스 육군 및 프랑스 해군 장교도 포함되었다. 전쟁 중 사망한 대륙군 장교 또한 회원으로 기록될 자격이 있었으며, 회원 자격은 그들의 장남에게 세습되었다. 식민지 민병대와 미닛맨으로 구성된 훨씬 더 큰 전투 부대원들은 협회에 가입할 자격이 없었다. 창립 후 12개월 이내에 13개 주와 프랑스 각각에 구성 협회가 조직되었다. 원래 회원 자격이 있는 약 5,500명 중 2,150명이 1년 이내에 가입했다. 루이 16세는 1784년 7월 4일(독립기념일)에 조직된 프랑스 신시내티 협회를 재가했다. 그 당시 프랑스 국왕은 그의 장교들이 외국 훈장을 착용하는 것을 허용하지 않았지만, 신시내티 휘장에 대해서는 예외를 두었다.

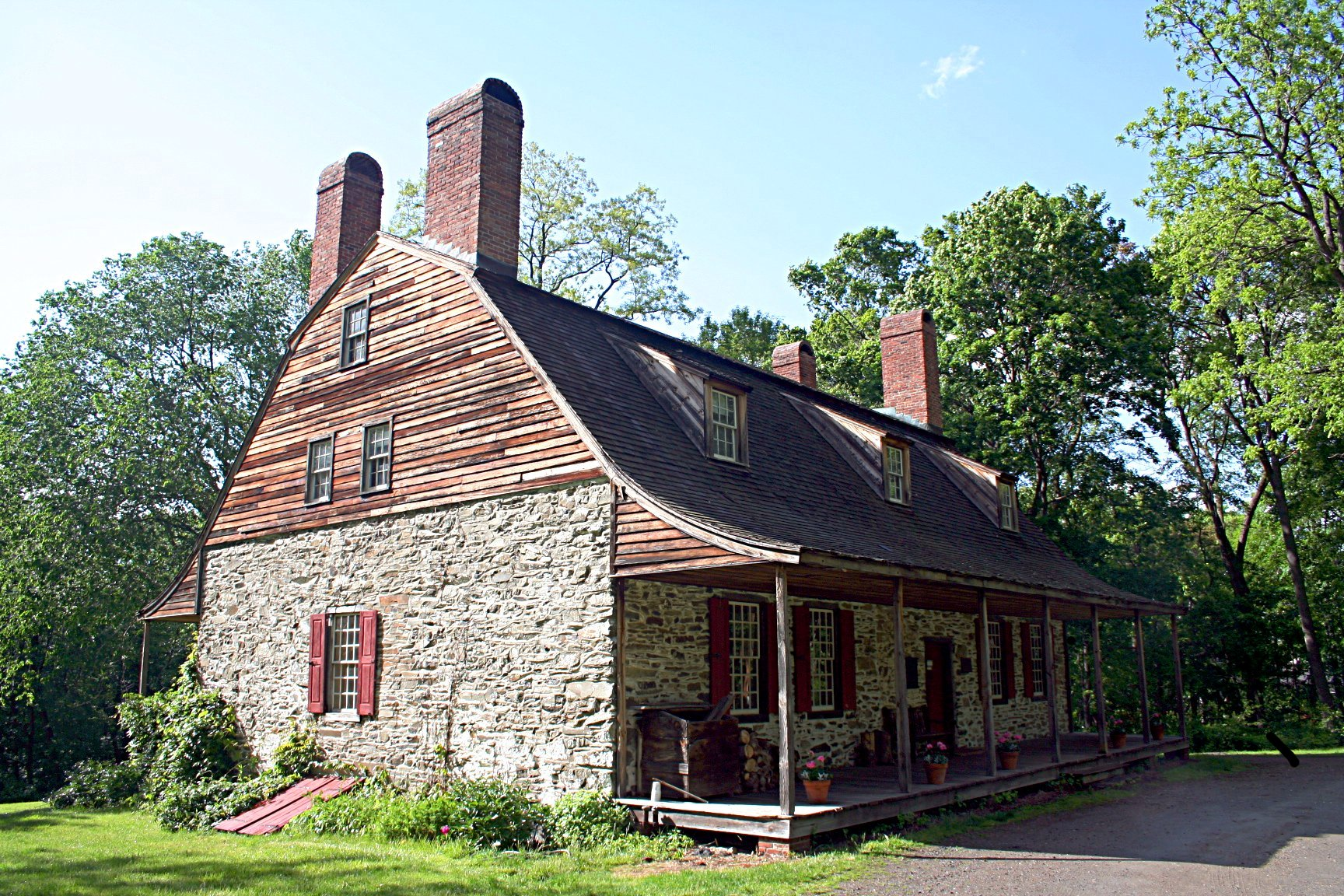
슈토이벤의 본부였던 버플랭크 하우스(현재 마운트 길리언), 피시킬, 에서 1783년 5월 13일 협회가 설립되었다.

협회의 규칙은 장자상속 제도를 채택하여, 원년 회원이 사망한 후 장남에게 회원 자격이 계승되도록 했다. 현재의 세습 회원은 일반적으로 원년 회원, 복무 중 사망한 장교, 또는 협회 창립 당시 회원 자격이 있었으나 가입하지 않은 장교의 후손이어야 한다. 각 장교는 장자상속 규칙에 따라 주어진 시점에 한 명의 후손만 대표할 수 있다. (자격 및 입회 규칙은 회원이 입회하는 14개 구성 협회 각각에 의해 통제된다. 각 협회마다 약간의 차이가 있으며, 일부는 자격 있는 장교의 두 명 이상의 후손을 허용하기도 한다.) 장자상속 요구 사항은 새로운 주들이 영국의 봉건제 잔재로서 장자상속을 지지하는 법을 빠르게 폐지하면서 초기에는 협회를 논란의 대상으로 만들었다.
조지 워싱턴은 1783년 12월부터 1799년 사망할 때까지 협회의 초대 총회장으로 선출되었다. 2대 총회장은 알렉산더 해밀턴이었고, 그가 1804년 결투에서 입은 부상으로 사망한 후 찰스 코츠워스 핑크니가 그 뒤를 이었다.
협회 회원 중에는 미국 헌법 서명자 39명 중 23명을 포함하여 저명한 군사 및 정치 지도자들이 있었다.

## 휘장

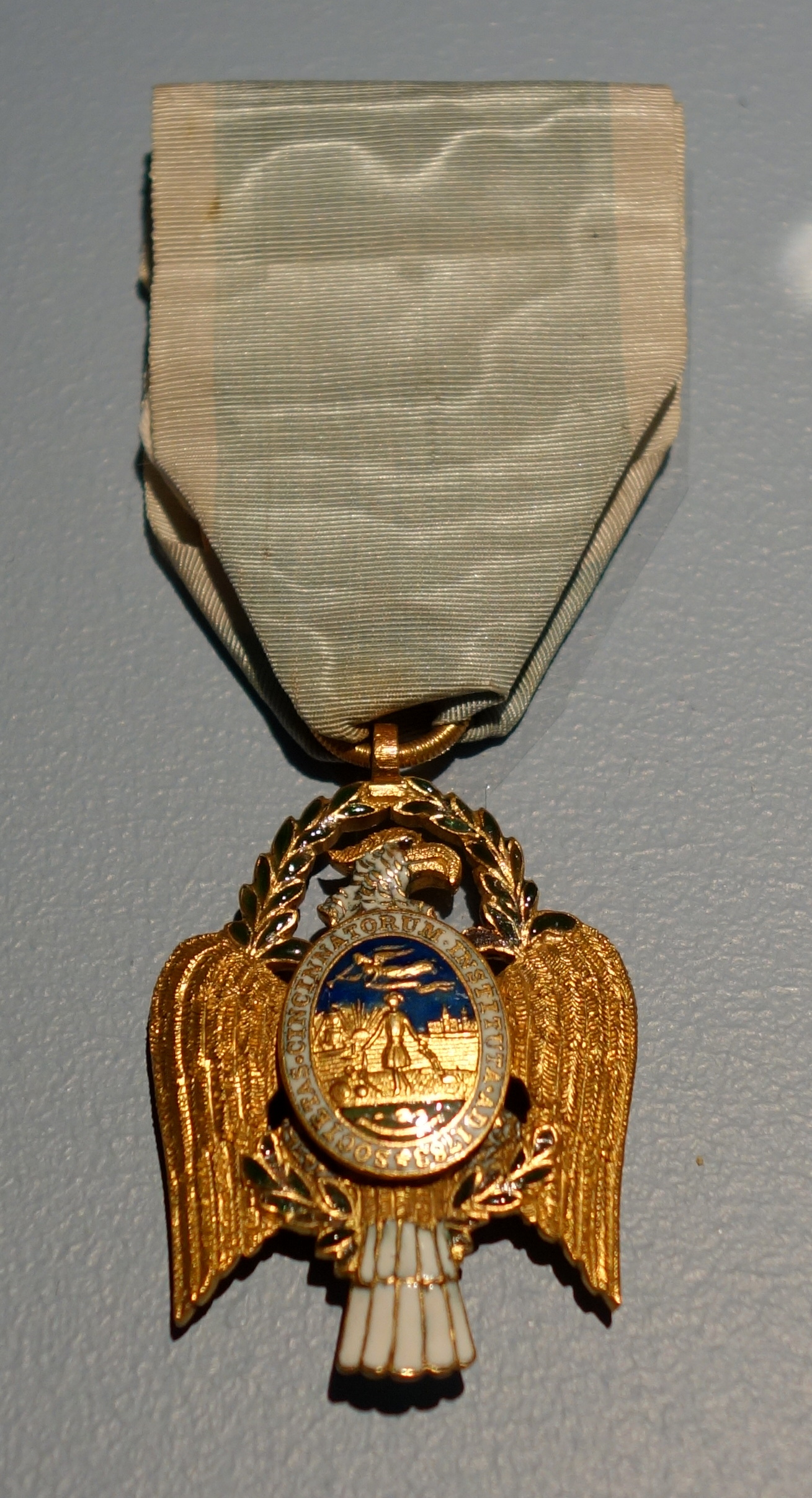
협회 휘장, c. 1783년.

1783년 6월 19일, 신시내티 총회는 미국 독립 후의 첫 상징 중 하나이자 중요한 미국 도상학적 요소인 흰머리수리를 휘장으로 채택했다. (이 휘장은 처음에 협회 기록에서 "훈장"이라고 불렸다.) 이것은 미국의 국장에 이어 흰머리수리를 사용한 두 번째 공식 미국 상징이다. 이 휘장은 국장을 만든 것과 동일한 논의에서 유래했을 수 있다.
신시내티 휘장으로 흰머리수리를 제안한 사람은 1777년 미국 육군에 합류하여 미국 육군 공병대에서 복무했으며 협회의 초기 회원 중 한 명이 된 프랑스 장교 피에르 랑팡 소령이었다. 그는 "[이 대륙에만 있는 흰머리수리는 흰 머리와 꼬리로 다른 기후의 수리와 구별되며 주목할 만하다]"라고 말했다. 1783년, 랑팡은 자신의 디자인을 바탕으로 첫 번째 독수리 휘장을 제작하기 위해 프랑스로 여행을 떠나도록 위임을 받았다.
신시내티 독수리 중앙에 있는 메달은 앞면에는 킨키나투스가 로마 원로원 의원들로부터 검을 받는 모습이, 뒷면에는 킨키나투스가 쟁기질을 하고 페메 (명성의 의인화)에게 월계관을 받는 모습이 묘사되어 있다. 협회의 연한 파란색과 흰색은 미국과 프랑스 사이의 형제적 유대를 상징한다. 모든 신시내티 독수리가 이 일반적인 디자인을 따르지만, 단일하고 특정한 디자인이 공식적인 것은 아니다. 수년에 걸쳐 50가지 이상의 독수리 변형이 제작되었다.
"다이아몬드 독수리"라고 불리는 다이아몬드가 박힌 독특한 "독수리"는 프랑스 해군 장교들을 대표하여 샤를 앙리 데스탱 제독이 조지 워싱턴에게 주었다. 워싱턴은 1784년 5월 11일 필라델피아에서 열린 총회에서 이를 받았다. 1799년 워싱턴이 사망하자 그의 상속인들은 이를 워싱턴의 뒤를 이어 협회 회장이 된 알렉산더 해밀턴에게 주었다. 해밀턴이 사망하자 이는 해밀턴의 뒤를 이어 협회 회장이 된 찰스 코츠워스 핑크니에게 주어졌다. 그 이후로 이것은 협회 회장의 공식 휘장 역할을 해왔으며, 새로운 회장이 취임할 때마다 인계된다. 20세기 후반에는 다이아몬드 독수리의 복사본이 제작되어 3년 회의 외의 행사에서 회장이 착용했다.
총회장 조지 워싱턴이 특별히 주문하여 착용했던 "독수리"는 1824년 미국 순방 중에 라파예트 후작에게 증정되었다. 이 휘장은 라파예트 가문에 보관되어 있었으나 2007년 12월 11일 라파예트의 고손녀에 의해 경매에서 530만 달러에 팔렸다. 원래의 리본과 붉은 가죽 상자와 함께, 이 휘장은 조제 & 르네 드 샹브룅 재단에 의해 파리 동쪽 30마일 지점에 있는 라파예트의 옛집인 라 그랑주 성의 라파예트 침실에 전시하기 위해 구매되었다. 또한 버지니아에 있는 워싱턴의 옛집인 마운트 버넌에도 전시될 수 있다. 이것은 워싱턴이 소유했던 세 개의 독수리 중 하나였는데, 워싱턴은 프랑스 수병들(선원)이 그에게 준 다이아몬드 박힌 휘장인 "다이아몬드 독수리"를 가장 자주 착용했다. 이 다이아몬드 독수리는 신시내티 협회의 각 총회장에게 취임 시마다 계승된다.
신시내티 독수리는 신시내티 (오하이오주)의 소이어 포인트(협회 이름을 따서 명명됨)를 비롯한 여러 공공 중요 장소에 전시되어 있다. 이곳에는 15피트 높이의 킨키나투스 청동상이 세워졌으며, 그 양 옆에는 미국, 주, 도시, 협회 기를 게양하는 네 개의 깃대가 세워진 인기 있는 공공 광장이 조성되었다. 협회 기는 파란색과 흰색 줄무늬와 왼쪽 상단 모서리에 진한 파란색 칸톤이 있는데, 여기에는 14개의 부속 협회를 나타내는 킨키나투스 독수리 주위에 14개의 별 원이 있다.(이 도시의 협회와의 역사적 연관성에 대해서는 아래 섹션을 참조)
연방법에 따라 협회 회원들은 기념 행사 시 미국 군복에 독수리 휘장을 착용할 수 있다. 그러나 실제로는 20세기 초 이후로 이러한 관행은 거의 이루어지지 않았다.

## 비판

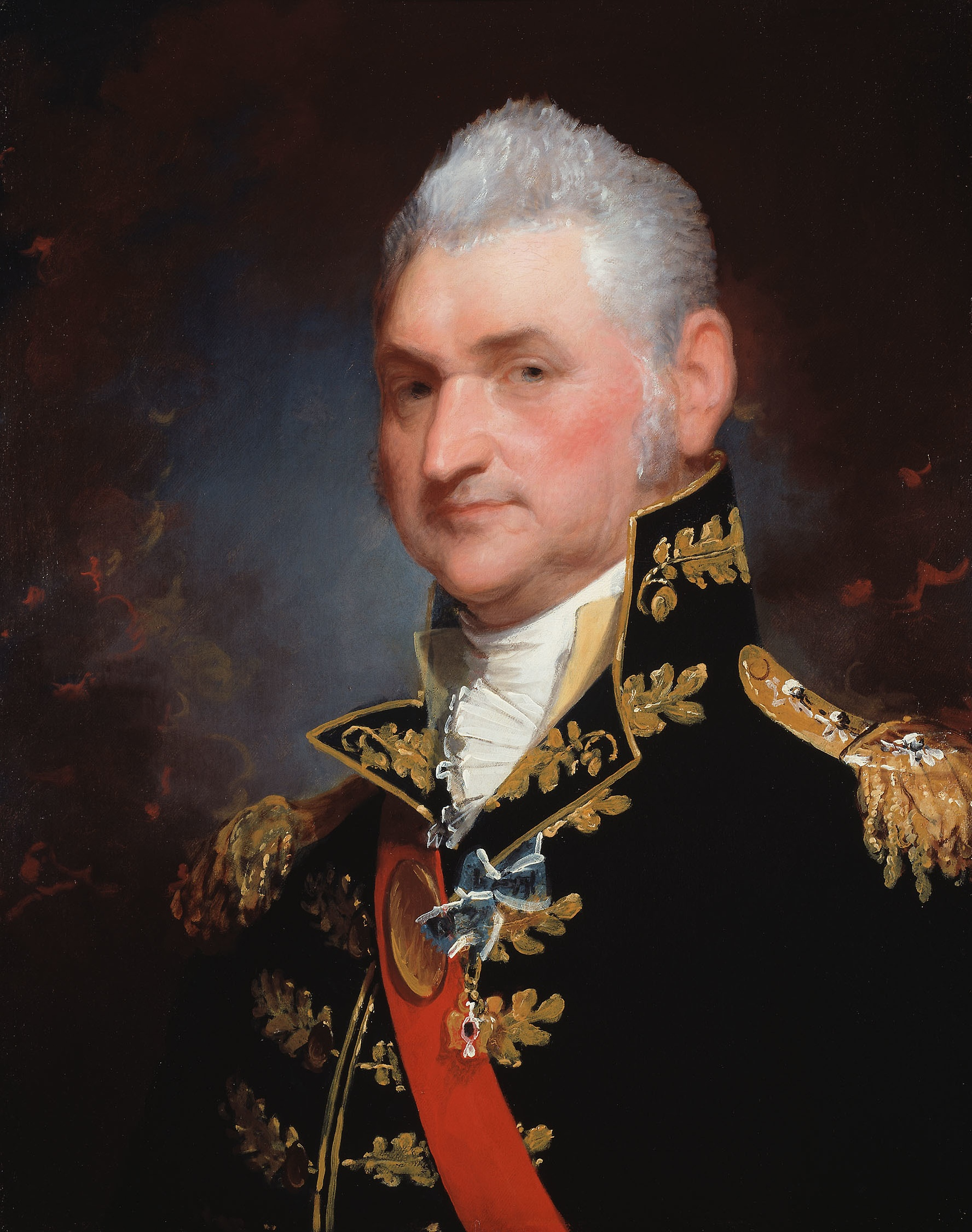
길버트 스튜어트 작, 헨리 디어본 초상화, 1812년. 디어본은 협회 휘장을 착용하고 있다.

협회 설립 소식이 전해지자 애데이너스 버크 판사는 카시우스라는 필명으로 여러 소책자를 발행하여 협회가 신생 공화국에 세습 귀족제를 재건하려는 시도라고 비판했다. '사우스캐롤라이나 자유민에게 보내는 연설'(1783년 1월)과 '신시내티 협회 또는 질서에 대한 고찰'(1783년 10월)이라는 제목의 이 소책자들은 토머스 제퍼슨과 존 애덤스를 포함한 저명한 인사들의 일반적인 반발을 불러일으켰다. 이 비판은 세습 엘리트의 명백한 창설에 대한 우려를 표명했다. 회원 자격은 장자상속을 통해 상속되었으며, 병사와 민병대 장교는 "주선" 또는 "대륙군" 부대에 상당 기간 소속되지 않는 한 일반적으로 배제되었고, 그 후손들도 마찬가지였다.
벤저민 프랭클린은 협회의 초기 비판자 중 한 명이었다. 그는 준-귀족 훈장의 창설과 협회 문장에 독수리를 사용하는 것이 문장학과 영국 귀족의 전통을 연상시킨다는 점에 대해 우려했다. 1784년 1월 26일 딸 사라 바체에게 보낸 편지에서 프랭클린은 신시내티 협회의 파급 효과에 대해 다음과 같이 언급했다.
우리 나라의 연합된 지혜가 연합 규약에서 의회나 특정 주 정부의 권위로 귀족 계급을 수립하는 것에 대한 반감을 표명했을 때, 많은 개인들이 스스로와 후손들을 동료 시민들과 구별하여, 나라의 엄숙하게 선언된 뜻에 정면으로 반대하는 세습 기사단을 조직하는 것이 적절하다고 생각하는 것이 놀랍습니다.
신시내티 회원인 전직 장교들의 영향력도 또 다른 우려 사항이었다. 제헌회의 대표들이 대통령 선출 방법을 논의할 때, 제임스 매디슨(회의 서기)은 매사추세츠주의 엘브리지 게리의 다음 연설을 보고했다.
이 경우 대중 선거는 근본적으로 결함이 있습니다. 사람들의 무지는 연방 전역에 흩어져 협력하는 특정 집단의 손에 통제권을 넘겨주고 어떤 임명도 기만할 수 있게 할 것입니다. 그는 신시내티 훈장에 그러한 사람들이 존재한다고 언급했습니다. 그들은 존경받고, 단결되어 있으며, 영향력이 있습니다. 실제로 선거가 국민에게 맡겨진다면, 그들이 모든 경우에 최고 행정관을 선출할 것입니다. [게리]는 이 협회를 구성하는 인물들에 대한 존경심 때문에 그들의 손에 그러한 권력을 넘기는 위험과 부적절함을 간과할 수 없었습니다.
이 논쟁은 독립 전쟁에 참전했던 프랑스 참전용사들의 자격 문제 때문에 프랑스까지 확산되었다. 1785년 당시 파리에 주재하고 있던 프랭클린은 오노레 가브리엘 리케티 드 미라보에게 접근하여 프랑스 대중을 대상으로 협회에 대한 글을 써달라고 제안했다. 미라보는 버크의 팜플렛과 프랭클린이 딸에게 보낸 편지를 받아, 이를 바탕으로 니콜라 샹포르의 도움을 받아 '신시나투스 훈장에 대한 고찰'이라는 확장판을 만들어 그해 11월 런던에서 출판했다. 새뮤얼 로밀리의 영어 번역판이 뒤따랐고, 미국판은 1786년에 출판되었다.
이러한 공개 논쟁과 비판에 따라, 조지 워싱턴은 협회 회장이 되는 것에 동의했을 때 헌장의 세부 사항을 알지 못했지만, 협회의 이점에 대해 의심하기 시작했다. 1784년 5월 4일 첫 총회에서 그는 협회를 폐지하는 것을 고려했다. 그러나 그 사이에 랑팡 소령이 도착하여 졸업증서와 메달 디자인, 그리고 프랑스에서의 협회 성공 소식을 가져왔고, 이로 인해 협회 폐지는 불가능해졌다. 워싱턴은 대신 회의에서 세습 조항이 폐기되지 않으면 협회 회장직에서 사임하겠다는 최후통첩을 전달했다. 이것은 받아들여졌고, 유럽 기사단과 비슷하게 보이지 않도록 대중 앞에서 독수리 휘장을 착용하지 않겠다는 비공식적인 합의가 이루어졌다. 새로운 헌장인 소위 '제도'가 인쇄되었는데, 여기에는 논란이 된 세습 조항 등이 생략되었다. 이것은 승인을 위해 지역 지부로 보내졌고, 뉴욕, 뉴햄프셔, 델라웨어 지부를 제외한 모든 지부에서 승인되었다. 그러나 협회에 대한 대중의 분노가 가라앉자 새로운 제도는 철회되었고, 세습 조항을 포함한 원래 제도가 다시 도입되었다. 프랑스 루이 16세 국왕으로부터 공식적으로 설립 허가를 받은 프랑스 지부도 세습을 폐지했지만 다시 도입하지는 않았다. 따라서 프랑스 군주제가 해체되기 직전인 1792년 2월 3일에 마지막 회원들이 승인되었다.

## 나중 활동

### 초기 회원들의 도시 개발
신시내티 회원들은 애팔래치아 서쪽에 있는 미국의 첫 주요 도시들, 특히 신시내티와 피츠버그 개발에 참여했다.
북서부 영토의 초대 총독인 아서 세인트클레어는 협회 회원이었다. 그는 협회를 기리고 회원들의 정착을 장려하기 위해 작은 정착촌을 "신시내티"로 개명했다. 그중에는 전쟁 중 복무로 부여받은 땅에 신시내티 강 건너편 켄터키 북부에 정착한 제이콥 피아트 대위도 있었다. 데이비드 지글러 대위는 신시내티의 첫 시장이었다.
원년 펜실베이니아 신시내티 회원인 에벤에저 데니 중위(1761~1822)는 1816년 피츠버그 통합 시의 첫 시장으로 선출되었다. 피츠버그는 1777년부터 1783년까지 협회 창립 회원인 네 명의 지휘관이 지휘했던 피트 요새에서 발전했다.
리처드 바릭은 뉴욕 시장이었다.

### 대중 인식
오늘날 협회는 미국 독립 혁명의 이상과 행동, 그리고 미국사에 대한 이해를 높이기 위한 노력을 지원하며, 특히 혁명 시작부터 미영전쟁까지의 기간에 중점을 둔다. 워싱턴 D.C.의 앤더슨 하우스 본부에서 협회는 이 기간 동안의 사건과 군사 과학에 관한 원고, 초상화, 모형 컬렉션을 소장하고 있다. 협회 회원들은 미국 대의 민주주의에 관한 교수직, 강연 시리즈, 상 및 교육 자료에 기부했다.

### 회원 규칙
수년에 걸쳐 회원 규칙은 처음 제정된 대로 유지되었다. 회원 자격의 정의와 수용은 워싱턴의 총회가 아닌 구성 협회에 남아 있었다. 독립 전쟁 기간 동안의 대륙육군의 자격 있는 장교는 한 번에 한 명의 남성 후손만 신시내티 협회에서 대표될 수 있으며, 후임 회원은 예외이다. 일부 구성 협회에서는 직계 남성 후손이 끊어진 경우 방계 남성 상속인을 받아들인다.
14개 구성 협회는 각각 명예 남성 회원을 허용하지만, 이들은 상속인(후임 회원)을 지정할 수 없다. 진정한 세습 회원이었던 유일한 미국 대통령은 프랭클린 피어스였다. 앤드루 잭슨과 재커리 테일러는 대통령이 되기 전에 명예 회원이었다. 다른 대통령들은 재임 중 또는 퇴임 후에 명예 회원이 되었다.

### 상
신시내티 협회상은 미국 독립 혁명과 그 유산에 대한 이해를 증진시키는 뛰어난 저술의 저자에게 수여된다. 1989년 3년마다 수여되는 상으로 제정되었으며, 현재는 매년 수여된다.
1989년부터 이 상을 수상한 저자들은 다음과 같다.
- 1989: 버나드 베일린, Voyagers to the West: A Passage in the Peopling of America on the Eve of the Revolution
- 1992: P. D. G. 토머스, Tea Party to Independence: The Third Phase of the American Revolution
- 1995: 스탠리 M. 엘킨스와 에릭 L. 매키트릭, The Age of Federalism
- 1998: 잭 N. 라코브, Original Meanings: Politics and Ideas in the Making of the Constitution
- 2001: 사울 코넬, The Other Founders: Anti-Federalism and the Dissenting Tradition in America
- 2004: 엘리자베스 펜, Pox Americana: The Great Smallpox Epidemic of 1775–1782
- 2007: 앨런 테일러, The Divided Ground: Indians, Settlers, and the Northern Borderland of the American Revolution
- 2010: 매튜 H. 스프링, With Zeal and With Bayonets Only: The British Army on Campaign in North America, 1775–1783
- 2013: 벤저민 L. 카프, Defiance of the Patriots: The Boston Tea Party and the Making of America
- 2018: 에릭 힌더레이커, Boston's Massacre
- 2020: 존 부캐넌, The Road to Charleston: Nathanael Greene and the American Revolution
- 2021: T. 콜 존스, Captives of Liberty: Prisoners of War and the Politics of Vengeance in the American Revolution
- 2022: 케빈 J. 웨들, The Compleat Victory: Saratoga and the American Revolution
- 2023: 프리데리케 베어, Hessians: German Soldiers in the American Revolutionary War[42]

## 본부

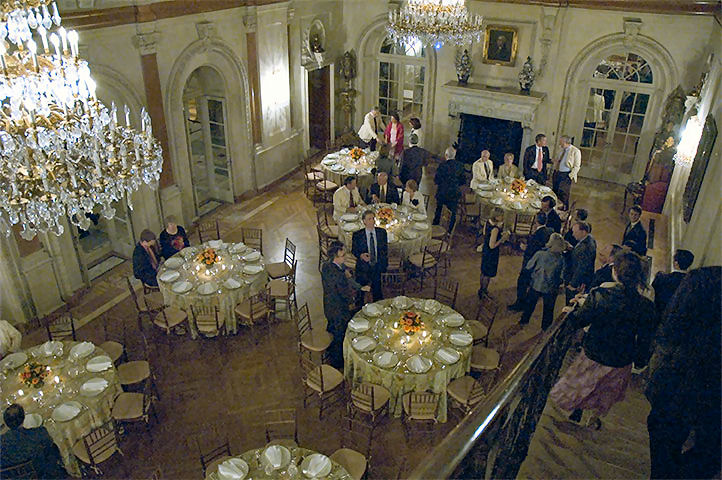
워싱턴 D.C.의 총회는 앤더슨 하우스와 그 연회장을 사적 행사에 이용할 수 있게 한다.

총회는 워싱턴 D.C. 듀폰 서클 인근 매사추세츠 애비뉴 2118 NW에 위치한 라츠 앤더슨 하우스에 본부를 두고 있으며, 이곳은 라츠 앤더슨 하우스라고도 불린다. 앤더슨 하우스는 협회 박물관 및 연구 도서관으로도 사용된다. 이곳은 다양한 국제 대사관 근처의 대사관 로에 위치해 있다.
앤더슨 하우스는 1902년부터 1905년 사이에 미국 외교관 라츠 앤더슨과 그의 아내인 작가이자 미국 적십자사 자원봉사자였던 이사벨 웰드 퍼킨스의 겨울 거주지로 지어졌다. 보스턴의 건축가 아서 리틀과 허버트 브라운이 보자르 건축 양식으로 앤더슨 하우스를 설계했다. 앤더슨 하우스는 1971년 미국 국립사적지에 등재되었고, 1996년에는 미국 국립역사기념물로 추가 지정되었다.
총회의 박물관 소장품에는 미국 독립 전쟁 군인들의 초상화, 무기, 개인 유물, 기념품, 신시내티 도자기 및 휘장을 포함한 협회 및 회원들의 역사와 관련된 물품, 앤더슨 가족 구성원들의 초상화 및 개인 유물, 그리고 제2차 세계 대전 중 미국 해군의 점령을 포함한 저택 역사와 관련된 유물 등이 포함되어 있다.

### 도서관
신시내티 총회 도서관은 18세기와 19세기 초 군사 및 해군 역사와 관련된 인쇄물 및 원고 자료를 수집, 보존하며 연구에 활용할 수 있도록 제공하며, 특히 미국 독립 혁명과 미영전쟁의 인물과 사건에 중점을 둔다. 소장품에는 다양한 현대 자료와 희귀 자료가 포함되어 있으며, 공식 군사 문서, 당대 기록 및 담론, 원고, 지도, 그래픽 아트, 문학, 그리고 많은 해군 예술 및 과학 서적 등이 있다. 또한, 이 도서관은 신시내티 협회 기록 보관소와 라츠와 이사벨 앤더슨에 관한 자료 컬렉션이 소장되어 있다. 도서관은 사전 예약을 통해 연구자들에게 개방된다.

### 미국 독립 혁명 연구소
신시내티 협회는 혁명 세대의 역사와 이상에 대한 인식을 새롭게 하기 위해 2012년 미국 독립 혁명 연구소(ARI)를 설립했다. ARI는 미국 독립 혁명과 그 유산에 대한 이해와 인식을 증진하는 옹호 단체이다.

## 제휴
- 아메리칸 인디펜던스 박물관: 뉴햄프셔주의 신시내티 협회는 엑서터, 뉴햄프셔에 있는 아메리칸 인디펜던스 박물관을 이사회를 통해 소유하고 운영한다. 아메리칸 인디펜던스 박물관은 미국 독립 혁명과 뉴햄프셔, 엑서터, 그리고 길먼 가문이 신생 공화국 건립에 기여한 역할을 연구, 조사, 교육, 해석하는 장소를 제공하는 것을 사명으로 하는 사립 비영리 기관이다. 박물관 소장품에는 미국 헌법의 희귀 초안 두 점, 미국 독립선언의 원본 던랩 브로드사이드, 그리고 조지 워싱턴이 특별한 용기를 보여준 병사들에게 수여한 원본 군공훈장 등이 포함되어 있다. 전시는 미국에서 가장 오래된 재향군인회인 신시내티 협회와 그 초대 회장인 조지 워싱턴을 강조한다. 영구 소장품에는 미국 가구, 도자기, 은제품, 직물, 군사 자료 등이 포함되어 있다.[49]
- 미국철학학회: 많은 신시내티 회원들이 초기 이사회 멤버이자 기여자들이었으며, 현대 협회는 비공식적이고 협력적인 관계만을 유지한다[50]

## 저명한 원년 회원
신시내티 협회의 저명한 원년 회원 목록:
- 조지 워싱턴 장군 – 미국 대통령 및 협회 총회장.
- 제임스 먼로 중령, 미국 대통령
- 조지 클린턴 준장, 주지사 및 부통령
- 에런 버 중령, 상원의원 및 부통령
- 알렉산더 해밀턴 소장 (총회장)
- 루이 16세 – 프랑스 국왕
- 로샹보 백작 장바티스트 도나티앵 드 비뫼르 중장
- 아브라함 볼드윈 채플린 및 미국 상원의원
- 조엘 발로 채플린 및 프랑스 주재 장관
- 조슈아 바니 대위, 미국 해군(USN)
- 존 배리 준장, USN
- 윌리엄 바튼 대령
- 토머스 부드 대위 및 미국 하원의원
- 데이비드 브레아리 대령 및 미국 헌법 제정 회의 대표
- 아이작 브론슨 외과 조수
- 데이비드 브룩스 중위 및 미국 하원의원
- 존 브룩스 소장 및 주지사
- 헨리 버벡 준장
- 데이비드 부시넬 대위 – 잠수정 거북이 제작자
- 리처드 버틀러 소장
- 제불론 버틀러 대령
- 에드워드 캐링턴 중령 및 하원의원
- 제임스 클린턴 명예 소장
- 제임스 크레이크 외과 의사 - 미국 육군 외과총장(전신)
- 리처드 데일 대위, USN
- 루크 데이 대위
- 헨리 디어본 소장 및 전쟁 장관
- 에벤에저 데니 대위
- 존 다우티 중령
- 윌리엄 유스티스 외과 의사 및 전쟁 장관
- 크리스티안 페비거 대령
- 니콜라스 피시 소령
- 피터 간세부르트 준장
- 존 가노 여단 채플린
- 호레이쇼 게이츠 소장
- 니콜라스 길먼 대위
- 윌리엄 그레이슨 대령
- 너새니얼 그린 소장
- 아비자 해먼드 중위
- 조시아 하마르 명예 준장
- 윌리엄 히스 소장
- 로버트 하우 소장
- 조지프 하웰 주니어 소령
- 아이작 휴거 준장
- 윌리엄 헐 준장
- 데이비드 험프리스 소령
- 토머스 헌트 대령
- 헨리 잭슨 소장
- 마이클 잭슨 명예 준장
- 윌리엄 잭슨 소령
- 존 폴 존스 대위, USN
- 윌리엄 존스 대위, USMC
- 리처드 케넌 준장 및 버지니아 주 상원 의장
- 헨리 녹스 소장 (총서기)
- 타데우시 코시치우슈코 준장
- 라파예트 후작 소장
- 헨리 리 3세 소장 ("라이트 호스 해리")
- 피에르 랑팡 소령
- 모건 루이스 소장 및 주지사 (총회장)
- 벤저민 링컨 소장
- 제임스 링간 대위
- 헨리 브록홀스트 리빙스턴 대법관
- 조지 매튜스 명예 준장 및 주지사
- 앨런 맥레인 소령 및 미국 보안관
- 찰스 맥나이트 외과 의사
- 래클런 매킨토시 준장
- 존 밀턴 소령, 조지아 주 국무장관
- 대니얼 모건 준장
- 알렉산더 머레이 대위, USN
- 새뮤얼 니콜라스 소령, USMC
- 존 니콜슨 대위, USN
- 새뮤얼 니콜슨 대위, USN
- 윌리엄 노스 준장 및 상원의원
- 제러마이어 올니 중령
- 에런 오그든 소령, 주지사 및 상원의원 (총회장)
- 앤드루 피켄스 준장
- 찰스 코츠워스 핑크니 소장 (총회장)
- 토머스 핑크니 소장 (총회장)
- 벤저민 피어스 준장 및 주지사
- 토머스 포지 소장, 상원의원 및 주지사
- 루퍼스 퍼트넘 준장
- 나다니엘 램지 중령
- 아서 세인트클레어 소장
- 윈스럽 사전트 명예 소령
- 필립 스카일러 소장 및 상원의원
- 찰스 스콧 소장 및 주지사
- 윌리엄 셰퍼드 소장 및 하원의원
- 헨리 셔번 대령
- 윌리엄 스몰우드 소장
- 윌리엄 스티븐스 스미스 중령
- 윌리엄 스테이시 중령
- 존 설리번 소장
- 케일럽 스완 병참감
- 헤만 스위프트 대령
- 실리어스 탤벗 대위, USN
- 벤저민 탤매지 명예 중령 및 하원의원
- 애덤슨 태니힐 대위 및 하원의원
- 리처드 테일러 중령
- 텐치 틸먼 중령
- 조너선 트럼불 주니어 중령 및 주지사
- 필립 반 코트랜드 준장 및 하원의원
- 제임스 미첼 바넘 준장
- 악셀 폰 페르센 대령 (프랑스 육군)
- 쿠르트 폰 슈테딩크 중령 (프랑스 육군)
- 프리드리히 빌헬름 폰 슈토이벤 남작 소장
- 리처드 바릭 대령 및 시장
- 앤서니 웨인 소장
- 아브라함 휘플 대위, USN
- 존 휘팅 대령
- 마리누스 윌렛 대령 및 뉴욕 시장
- 오토 홀랜드 윌리엄스 준장
- 데이비드 지글러 소령

## 저명한 세습 회원
출처:

### 군 및 해군 장교
- 찰스 C. 크룰락 장군, USMC - 해병대 사령관.
- 페이턴 C. 마치 장군 - 미 육군 참모총장.
- 존 K. 워터스 장군 – 육군 직업 장교.
- 힐러리 P. 존스 제독 – 미국 전투 함대 사령관.
- 존 S. 매케인 시니어 제독 – 제2차 세계 대전 중 제독이자 전 미국 상원의원 존 매케인의 할아버지.
- 존 S. 매케인 주니어 제독 – 베트남 전쟁 중 미국 태평양 사령부 사령관이자 미국 상원의원 존 매케인의 아버지. 두 명의 매케인은 미 해군 역사상 유일한 부자 4성 제독이다.
- 토머스 워싱턴 제독 - 제1차 세계 대전 중 대서양 함대 사령관.
- 카메론 맥레이 윈슬로 제독 – 제1차 세계 대전 중 제독.
- 리지글리 가이터 중장 – 육군 직업 장교.
- 웨이드 햄프턴 3세 중장, 주지사 및 상원의원
- 존 C.H. 리 중장 – 유럽 전선의 보급 사령부 사령관.
- 에드워드 H. 브룩스 중장 – 제2차 세계 대전 군단장 및 제1차 세계 대전 특수근무십자훈장 수여자.
- 왈든 L. 에인스워스 소장 - 해군 십자장 수여자.
- 리틀 브라운 소장 – 미 육군 공병감.
- 프레스턴 브라운 소장 - 육군 직업 장교.
- 사일러스 케이시 소장 – 남북 전쟁 장군.
- 토머스 L. 크리튼든 소장 – 남북 전쟁 장군.
- 헨리 A. S. 디어본 소장 – 협회 총회장 및 하원의원.
- 윌리엄 B. 프랭클린 소장 – 멕시코 전쟁 및 남북 전쟁 참전 용사.
- 에드거 어스킨 흄 소장 – 협회 총회장.
- 찰스 에번스 킬번 2세 - 명예훈장 수여자.
- 존 패튼 스토리 소장 - 미 육군 포병대장.
- 에드윈 보스 섬너 주니어 소장 – 남북 전쟁 및 미서 전쟁 참전 용사.
- 콘웨이 힐리어 아놀드 소장 - 미서 전쟁 참전 용사.
- 찰스 헨리 데이비스 소장 – 멕시코 전쟁 및 남북 전쟁 참전 용사.
- 헨리 클레이 테일러 소장 - 남북 전쟁 및 미서 전쟁 참전 용사.
- 헨리 대처 소장 – 헨리 녹스 소장의 손자이자 남북 전쟁 참전 용사.
- 네이선 크룩 트위닝 소장
- 니콜라스 롱워스 앤더슨 명예 소장
- 헨리 잭슨 헌트 명예 소장 – 남북 전쟁 중 연방군 장군.
- 윌리엄 뱅크로프트 준장 – 매사추세츠주 케임브리지 시장 및 미서 전쟁 중 장군.
- 시어도어 A. 빙엄 준장 - 뉴욕시 경찰국장.
- 토머스 링컨 케이시 준장 – 워싱턴 기념탑 완공을 감독한 육군 공병.
- 토머스 L. 크리튼든 준장 – 남북 전쟁 장군.
- 프랭클린 피어스 준장 및 대통령 (세습 회원인 유일한 미국 대통령.)
- 코넬리우스 밴더빌트 3세 준장 – 제1차 세계 대전 참전 용사.
- 해저드 스티븐스 명예 준장 – 명예훈장 수여자.
- 조지프 워렌 스콧 대령 - 협회 장기 재무관.
- 알프레드 브룩스 프라이 대위, USNR – 해양 엔지니어.
- 아사 버드 가디너 중령 – 협회 사무총장.
- 프레더릭 리핏 중령 – 자선가.
- 벤저민 켄드릭 피어스 중령 – 프랭클린 피어스 대통령의 형이자 1812년 전쟁, 세미놀 전쟁, 멕시코 전쟁 참전 용사.
- 아치볼드 벗 소령 – 타이타닉호에서 사망한 대통령 군사 보좌관.
- 코넬리우스 밴더빌트 4세 소령 – 신문 편집자.
- 윌리엄 웨인, 연방 육군, 펜실베이니아주 정치인.

### 정부 관리
- 프랭클린 피어스 대통령
- 윈스턴 처칠 경 KG, CH, FRS – 코네티컷 협회의 세습 회원; 그의 증손자 던컨 샌디스는 현재 매사추세츠 협회의 세습 회원이다.
- 해밀턴 피시 국무장관, 상원의원 및 주지사 – 협회 장기 총회장.
- 에드워드 리빙스턴 국무장관
- 루이스 맥레인 국무장관
- 뉴턴 D. 베이커 전쟁장관
- 올리버 웬들 홈스 주니어 대법관
- 스탠리 포먼 리드 대법관
- 프랭크 폴크 차관
- 윌리엄 H. 벌클리 주지사 및 미국 상원의원 – 코네티컷 주지사 및 애트나 보험 회사 사장.
- 호레이쇼 시모어 주지사 – 뉴욕 주지사.
- 드위트 클린턴 주지사 – 뉴욕 주지사, 미국 상원의원 및 뉴욕 시장.
- 로버트 피스크 브래드퍼드 주지사 – 매사추세츠 주지사.
- 웨이드 햄프턴 3세 주지사 – 사우스캐롤라이나 주지사.
- 윌리엄 W. 호핀 주지사 – 로드아일랜드 주지사.
- 찰스 워렌 리핏 주지사 – 로드아일랜드 주지사.
- 로버트 밀리건 맥레인 주지사 – 메릴랜드 주지사 및 프랑스 대사.
- 르바론 브래드퍼드 프린스 주지사 – 뉴멕시코 준주 주지사.
- 토머스 스톡턴 주지사 – 델라웨어 주지사.
- 조지 피바디 웻모어 주지사 및 상원의원
- 라츠 앤더슨 대사 – 사교계 인사 및 외교관.
- 로버트 W. 빙엄 대사
- 니콜라스 피시 2세 장관 – 벨기에 장관.
- 하워드 H. 리치 대사
- 토머스 R. 피커링 대사
- 호러스 포터 대사
- 워렌 R. 오스틴 상원의원
- 제임스 왓슨 상원의원 – 뉴욕주 상원의원; 뉴욕 뉴잉글랜드 협회의 창립자(1805년)이자 초대 회장.
- 천시 드퓨 상원의원 – 필그림스 협회 창립자.
- 시어도어 프랜시스 그린 상원의원 – 로드아일랜드주 미국 상원의원.
- 찰스 매티아스 상원의원 – 메릴랜드주 미국 상원의원.
- 클레이본 펠 상원의원 – 로드아일랜드주 장기 재임 상원의원.
- 조지 H. 펜들턴 상원의원 - 오하이오주 미국 상원의원.
- 휴 도겟 스콧 주니어 상원의원 – 펜실베이니아주 하원의원 및 미국 상원의원.
- 찰스 섬너 상원의원 – 매사추세츠주 노예제 폐지론자 상원의원.
- 페리 벨몬트 하원의원
- 호러스 비니 하원의원
- 해밀턴 피시 2세 하원의원
- 해밀턴 피시 3세 하원의원 – 대학 축구 명예의 전당 헌액자.
- 포스터 스턴스 하원의원
- 밀리지 립스콤 본햄 사우스캐롤라이나 대법원장
- 오스왈드 틸먼 메릴랜드주 국무장관
- 카터 해리슨 4세 시카고 시장
- 조지 리드 3세 미국 변호사
- 윈슬로 워렌 보스턴 항구 세관장 - 협회 총회장.

### 기타
- 왈드론 피닉스 벨크냅 주니어 대위 – 미술사가, 건축가, 군인
- 헨리 L. P. 벡위드 – 문장학자, 역사가, 계보학자. 현존하며 자칭.
- 존 버누 부비에 3세 소령, NA – 증권 중개인 및 사교계 인사.
- 존 니콜라스 브라운 1세 – 도서 수집가 및 자선가.
- 존 니콜라스 브라운 2세 경 – 자선가.
- 조지프 코튼 – 배우[55]
- 로버트 데이비드 라이언 가디너 중위, USNR - 가디너스 아일랜드의 영주.
- 벤저민 앱소프 굴드 – 천문학자.
- 알렉산더 해밀턴 목사 – 알렉산더 해밀턴의 증손자
- 아서 커티스 제임스 준장 – 투자자 및 요트맨.
- 헨리 B. 레디어드 주니어 1등 중위 - 철도 경영인.
- 루이스 캐스 레디어드 – 변호사 및 사교계 인사.
- 프레더릭 리핏 중령, RING – 자선가.
- 알프레드 리 루미스 중령 – 과학자 및 발명가.
- 루이 왕자, 앙주 공작 – 프랑스 왕위 계승권 주장자. (루이 16세를 대표함.)
- 제임스 드월프 페리 주교 – 미국 성공회 주교.
- 윌리엄 스티븐스 페리 주교 – 아이오와 주교.
- 실바누스 알베르트 리드 – 항공 엔지니어.
- 알렉산더 H. 라이스 주니어 – 지리학자.
- 로더릭 테리 - 성직자 및 자선가.
- 알렉산더 S. 웹 – 은행가.

## 저명한 명예 회원
출처:
창립 이래로 신시내티 협회는 군사 또는 공공 봉사에서 뛰어난 업적을 보인 명예 회원을 허용해 왔다.

### 미국 대통령
- 앤드루 잭슨
- 재커리 테일러
- 제임스 뷰캐넌
- 율리시스 S. 그랜트
- 그로버 클리블랜드
- 벤저민 해리슨
- 윌리엄 매킨리
- 시어도어 루스벨트
- 윌리엄 하워드 태프트
- 우드로 윌슨
- 워런 G. 하딩
- 프랭클린 D. 루스벨트
- 해리 S. 트루먼
- 로널드 레이건
- 조지 H. W. 부시

총 18명의 미국 대통령이 신시내티 협회 회원이었다. 1885년부터 1923년(38년), 1933년부터 1953년(20년), 1981년부터 1993년(12년)까지 재임한 모든 대통령은 협회의 명예 회원이었다. 1993년 이후로는 회원이 된 대통령이 없다.
조지 워싱턴과 제임스 먼로 대통령은 협회의 원년 회원이었고, 프랭클린 피어스 대통령은 세습 회원이었다. 재커리 테일러는 1847년 뉴욕 협회의 명예 회원으로 가입했으며, 그의 아버지인 리처드 테일러 중령(1826년 사망)의 권리로 버지니아 협회의 세습 회원이 될 수도 있었지만, 당시에는 활동하지 않았다. 다른 14명의 대통령이 명예 회원으로 선출되었다.

### 외국 국가 원수
- 알베르 1세 (벨기에) 벨기에 국왕
- 필리프 페탱 프랑스 원수
- 구스타프 6세 아돌프 스웨덴 국왕
- 발레리 지스카르 데스탱 프랑스 대통령
- 에밀 루베 프랑스 대통령
- 니콜라 사르코지 프랑스 대통령

### 노벨 평화상 수상자
- 시어도어 루스벨트 (1906)
- 엘리후 루트 (1912)
- 우드로 윌슨 (1919)
- 코델 헐 (1945)
- 조지 마셜 (1953)

(윈스턴 처칠 노벨 문학상 수상자는 협회의 세습 회원이었다.)

### 해군 장교
- 조지 듀이 미해군제독
- 윌리엄 D. 리히 미함대제독
- 어니스트 킹 미함대제독
- 체스터 니미츠 미함대제독
- 윌리엄 홀시 미함대제독
- 데이비드 G. 패러것 제독
- 데이비드 딕슨 포터 제독
- 윌리엄 S. 심스 제독
- 알레이 버크 제독
- 제임스 L. 홀로웨이 3세 제독
- 캐스퍼 F. 굿리치 소장
- 새뮤얼 E. 모리슨 소장
- 앨런 셰퍼드 소장
- 찰스 스튜어트 소장
- 윌리엄 베인브리지 준장
- 스티븐 디케이터 준장
- 아이작 헐 준장
- 제이컵 존스 준장
- 토머스 맥도너 준장
- 매슈 C. 페리 준장
- 올리버 해저드 페리 준장
- 루이스 워링턴 준장
- 제시 엘리엇 대위
- 토머스 허드너 대위, MOH
- 제임스 로렌스 대위
- 토머스 트럭스턴 대위

### 해병대 장교
- 토머스 홀컴 장군
- 존 A. 르준 소장
- 레뮤엘 C. 셰퍼드 주니어 장군

### 육군 장교
- 존 J. 퍼싱 미육군장군
- 조지 마셜 육군 원수
- 더글러스 맥아더 육군 원수
- 오마 브래들리 육군 원수
- 율리시스 S. 그랜트 장군
- 윌리엄 T. 셔먼 장군
- 필립 H. 셰리던 장군
- 마크 클라크 장군
- 루시우스 D. 클레이 장군
- 매튜 B. 리지웨이 장군
- 노먼 슈워츠코프 장군
- 윌리엄 웨스트모얼랜드 장군
- 존 W. 니콜슨 주니어 장군
- 존 M. 스코필드 중장
- 넬슨 A. 마일즈 중장
- 애드나 R. 채피 중장
- 웨이드 햄프턴 3세, CSA 중장
- 윈필드 스콧 명예 중장
- 제이컵 브라운 소장
- 윈필드 스콧 핸콕 소장
- 올리버 O. 하워드 소장
- 프랭크 O. 헌터 소장
- 조지 G. 미드 소장
- 루이스 모리스 소장
- 제임스 파커 소장
- 휴 L. 스콧 소장
- 레너드 우드 소장
- 존 E. 울 소장
- 로버트 앤더슨 명예 소장
- 조지 캐드월러더 명예 소장
- 스티븐 W. 카니 명예 소장
- 갈루샤 페니페커 명예 소장
- 네이선 타운슨 명예 소장
- 알렉산더 S. 웹 명예 소장
- 윌리엄 젠킨스 워스 명예 소장
- 프레더릭 프렐링하이젠 준장 및 상원의원
- 로버트 E. 우드 준장 및 시어스 로벅 회장
- 존 W. 니콜슨 준장
- 윌리엄 벨크냅 명예 준장
- 호러스 포터 명예 준장, 프랑스 대사 및 명예훈장 수여자
- 새뮤얼 마일즈 대령
- 헨리 A. 듀폰 명예 중령 및 명예훈장 수여자

### 정부 관리
- 찰스 프랜시스 애덤스 3세 해군장관
- 뉴턴 D. 베이커 전쟁장관
- 제임스 F. 번즈 국무장관
- 벤저민 프랭클린 우정총감
- 고든 그레이 육군장관
- 코델 헐 국무장관
- 엘리후 루트 국무장관 및 상원의원
- 대니얼 웹스터 국무장관
- 엘리엇 L. 리처드슨 법무장관
- 오웬 로버츠 대법관
- 윌리엄 파카 주지사
- 콜게이트 다든 주지사
- 엘리샤 다이어 주지사
- 엘리샤 다이어 주니어 주지사
- 존 프랭클린 포트 주지사
- 마커스 H. 홀컴 주지사
- 찰스 딘 킴볼 주지사
- 존 A. 킹 주지사
- 에버렛 레이크 주지사
- 레버렛 솔튼스톨 주지사 및 상원의원
- 조너선 트럼불 주지사
- 조지 H. 어터 주지사
- 조지 시어도어 워츠 주지사
- 벤저민 피어스 (주지사) 주지사
- 찰스 캐럴 상원의원
- 프레더릭 시어도어 프렐링하이젠 상원의원
- 헨리 A. 듀폰 상원의원
- 월터 F. 조지 상원의원
- 루퍼스 킹 상원의원
- 헨리 캐벗 로지 주니어 상원의원
- 구베르뇌르 모리스 상원의원
- 윌리엄 페인 셰필드 시니어 상원의원
- 존 P. 스톡턴 상원의원
- 대니얼 웹스터 상원의원
- 버틀러 에임스 하원의원
- 호러스 비니 하원의원
- 찰스 S. 듀이 하원의원
- 윌리엄 페인 셰필드 주니어 하원의원
- 윌리엄 플로이드 대표
- 아모리 호튼 대사
- 웨스턴 애덤스 (외교관) 대사
- 프랜시스 L. 켈로그 대사
- J. 윌리엄 미들렌도르프 대사
- 스티븐 반 렌셀러 부지사
- 피에르 반 코트랜드 부지사
- 로버트 R. 리빙스턴 총장
- 제임스 T. 미첼 판사
- 하디 크로스 딜라드 판사
- 찰스 G. 개리슨 판사
- 루이스 R. 체니 시장
- J. 에드거 후버 FBI 국장
- 존 바커 처치 병참감

### 민간인
- 버틀러 에임스 사업가
- 제임스 에인절 예일 대학교 총장
- 페리 벨몬트 사교계 인사
- 니콜라스 M. 버틀러 컬럼비아 대학교 총장
- 피어 듀폰 기업가
- 티모시 드와이트 예일 총장
- 티모시 드와이트 5세 예일 총장
- 스티븐 가노 목사
- 존 B. 해튼도프 교수
- A. 로렌스 로웰 하버드 대학교 총장
- 조지 채플린 메이슨 시니어 건축가
- 새뮤얼 E. 모리슨 역사가
- 윌리엄 H. 프레스콧 역사가
- 존 D. 록펠러 주니어 자선가
- 찰스 시모어 예일 총장
- 윌리엄 와츠 셔먼 은행가 및 사교계 인사
- 에스라 스타일즈 예일 총장
- 윌리엄 그린 터너 조각가
- 존 콜린스 워렌 외과 의사
- 찰스 C. 글로버 3세 변호사

### 외국인
- 페르디낭 포슈 프랑스 원수
- 로베르 니벨 프랑스 원수

## 같이 보기
- 신시내티의 딸들
- 외국 전쟁 군사 훈장
- 미국 충성 군단
- 미국 창립자와 애국자 협회
- 미국 혁명 아들들
- 혁명의 아들들

## 내용주
1. ↑  Lewis, Alonzo Norton. The Venerable and Illustrious Order of the Cincinnati : "Omnia reliquit servare rempublicam." : 1783–1900 : History of the Connecticut State Society, Hartford, Conn., 1900.
2. ↑  Metcalf, p. 2.
3. ↑  Chernow, 2010, p.444
4. ↑  Metcalf, p. 1.
5. ↑  Puls, 2008, p. 184
6. ↑  About Mount Gulian
7. ↑  Metcalf, p. Introduction.
8. ↑  Metcalf, pp. 3–4.
9. ↑  Doyle, p. 120.
10. ↑  Metcalf, pp. 15–16.
11. ↑  Metcalf, Introduction.
12. ↑  Metcalf, p. 9.
13. ↑  Metcalf, p. Introduction.
14. ↑  Autograph letter signed. Pierre L'Enfant to Baron de Steuben, June 10, 1783. Society of the Cincinnati Archives, Washington, D.C.
15. ↑  Precedents and Ordinances of the General Society of the Cincinnati, 1783–1885. Asa Bird Gardiner. pg. 13.
16. ↑  “Sotheby's to Sell Badge Owned by Washington and Lafayette”. Maine Antique Digest.
17. ↑  “Washington medal sells in NYC for $5.3M”. Associated Press. 2007년 12월 11일.
18. ↑  “Title 10 - Armed Forces” (PDF). 《Gpo.gov》. 707쪽. 2015년 8월 11일에 확인함.
19. ↑  Doyle, 2009, p. 102ff.
20. ↑  Doyle, 2009, p. 114ff.
21. ↑  Doyle, 2009, p. 133ff.
22. ↑  Sparks, Jared (1844). 《The Works of Benjamin Franklin: Containing Several Political and Historical Tracts Not Included in Any Former Edition, and Many Letters, Official and Private, Not Hitherto Published; with Notes and a Life of the Author, Volume 10》. Louisville, Kentucky: Charles Tappan. 58쪽. Dislike of establishing Ranks of Nobility.
23. ↑  "The Debates in the Federal Convention of 1787, reported by James Madison", 25 July 1787 보관됨 8월 29, 2006 - 웨이백 머신, Yale Law School
24. ↑  Doyle, 2009, p. 122.
25. ↑  Doyle, 2009, p. 123.
26. ↑  Doyle, 2009, pp. 115–116.
27. ↑  Doyle, 2009, pp. 117–118.
28. ↑  Doyle, 2009, p. 131.
29. ↑  Hume, pp. 2–3.
30. ↑  Metcalf, p. 274.
31. ↑  Metcalf, p. 251.
32. ↑  Metcalf, p. 106.
33. ↑  Metcalf, p. 321.
34. ↑  “The Society of the Cincinnati”. Societyofthecincinnati.org. 2012년 9월 2일에 확인함.
35. ↑  “The Society of the Cincinnati: Strategic Vision”. Societyofthecincinnati.org. 2012년 9월 2일에 확인함.
36. ↑  Metcalf, p. 8.
37. ↑  Metcalf, pp. 7–8.
38. ↑  Thomas, pp. 11–12.
39. ↑  Thomas, p. 12.
40. ↑  Metcalf, pp. 349–359.
41. ↑  “The Society of the Cincinnati Prize”. 《The American Revolution Institute》. 2023년 9월 29일에 확인함.
42. ↑  “Special Program - The 2023 Society of the Cincinnati Prize Presentation & Reception”. 《The Society of the Cincinnati》. 2023년 9월 29일에 확인함.
43. ↑  “Anderson House”. 《National Historic Landmark summary listing》. 미국 국립공원관리청. April 21, 2009에 원본 문서에서 보존된 문서. February 22, 2009에 확인함.
44. ↑  (영어) 미국 국립공원관리청 (2007년 1월 23일). “National Register Information System”. 《미국 국립사적지》.
45. ↑  “Anderson House”. 《NP Gallery》. National Park Service. 1996년 7월 22일. 2021년 2월 23일에 확인함.
46. ↑  《Massachusetts Avenue architecture, Northwest Washington, District of Columbia》. United States Commission of Fine Arts. 1973. 158–159쪽.
47. ↑  “Anderson House –The American Revolution Institute of the Society of the Cincinnati”. 《Dupont Kalorama Museums Consortium》. 2021년 2월 12일에 확인함.
48. ↑  “Anderson House–The American Revolution Institute of the Society of the Cincinnati”. 《Washington.org》. 2021년 2월 12일에 확인함.
49. ↑  “American Independence Museum”. 《National Trust for Historic Preservation》. 2021년 2월 12일에 확인함.
50. ↑  Conklin, Edwin G. (1937). 《The American Philosophical Society and the Founders of our Government》. American Philosophical Society. 235–240쪽.
51. ↑  Metcalf, pp. 28–348.
52. ↑  Thomas, pp. 17–180.
53. ↑  Metcalf, pp. 28–348.
54. ↑  Thomas, pp. 17–185.
55. ↑  Roster of the Society of the Cincinnati, 1989, pg. 131
56. ↑  Metcalf, pp. 349–359.
57. ↑  Thomas, p. 12.
58. ↑  Metcalf, pp. 349–359.
59. ↑  Kernan, Michael (1983년 2월 10일). “Society Elects Reagan In Revolutionary Way”. 《The Washington Post》. 2021년 2월 11일에 확인함.
60. ↑  Metcalf, pp. 225, 252 and 329.
61. ↑  Metcalf, pp. 306 and 358.

## 참고 문헌
- Buck, William Bowen. The Society of the Cincinnati in the State of New Jersey. The John L. Murphy Publishing Company, Printers for the Society of the Cincinnati in New Jersey, 1898.
- Callahan, North (1958). 《Henry Knox: General Washington's General》. Rinehart.
- Chernow, Ron (2010). 《Washington: A Life》. Penguin Press. ISBN 978-1-59420-266-7.
- Davis, Curtis Carroll. Revolution's Godchild: The Birth, Death, and Regeneration of the Society of the Cincinnati in North Carolina. The University of North Carolina Press for the North Carolina Society of the Cincinnati, 1976.

- Doyle, William (2009). 〈Chapter 4: "Aristocracy Avoided: America and the Cincinnati"〉. 《Aristocracy and its enemies in the age of revolution》. Oxford University Press. 86–137쪽. ISBN 978-0199559855.
- Hill, Steven. The Delaware Cincinnati:  1783-1988. Dorrance & Company, Inc. for the Delaware Cincinnati Charitable Trust, 1988.
- Hoey, Edwin. "A New and Strange Order of Men," American Heritage. (v. 19, issue 5) August 1968.
- Hume, Edgar Erskine. General Washington's Correspondence Concerning The Society of the Cincinnati. Baltimore: The Johns Hopkins Press, 1941.
- Hünemörder, Markus. The Society of the Cincinnati: Conspiracy and Distrust in Early America. Berghahn Books, 2006.
- Lossing, Benson John Pictorial Fieldbook of the Revolution. Volume I. 1850.
- Metcalf, Bryce. Original Members and Other Officers Eligible to the Society of the Cincinnati. Shenandoah Publishing House, Inc., 1938.
- Myers, Minor. Liberty Without Anarchy: A History of the Society of the Cincinnati. University of Virginia Press, 1983.
- Olson, Lester C. Benjamin Franklin's Vision of American Community: A Study in Rhetorical Iconology.  University of South Carolina Press, 2004.
- Puls, Mark (2008). 《Henry Knox: Visionary General of the American Revolution》. St. Martin's Press. ISBN 978-0-2306-1142-9.
- Thomas, William Sturgis, Members of the Society of the Cincinnati, Original, Hereditary and Honorary; With a Brief Account of the Society's History and Aims New York: T.A. Wright, 1929.
- Warren, Winslow. The Society of the Cincinnati: A History of the General Society of the Cincinnati with the Institution of the Order, Massachusetts Society of the Cincinnati, 1929.